# Filippo Mancuso
Filippo Mancuso (Palermo, 11 luglio 1922 – Roma, 30 maggio 2011) è stato un magistrato e politico italiano.
Filippo Mancuso ha ricoperto varie cariche, tra cui Presidente della Corte di Assise di Bari e Procuratore Generale della Repubblica Italiana presso la Corte di Appello di Roma dal 1986 al 1992.
Nel 1995 è stato Ministro di grazia e giustizia nel governo Dini.
Dal 1996 al 2006 è stato Deputato della Repubblica Italiana.

## Biografia

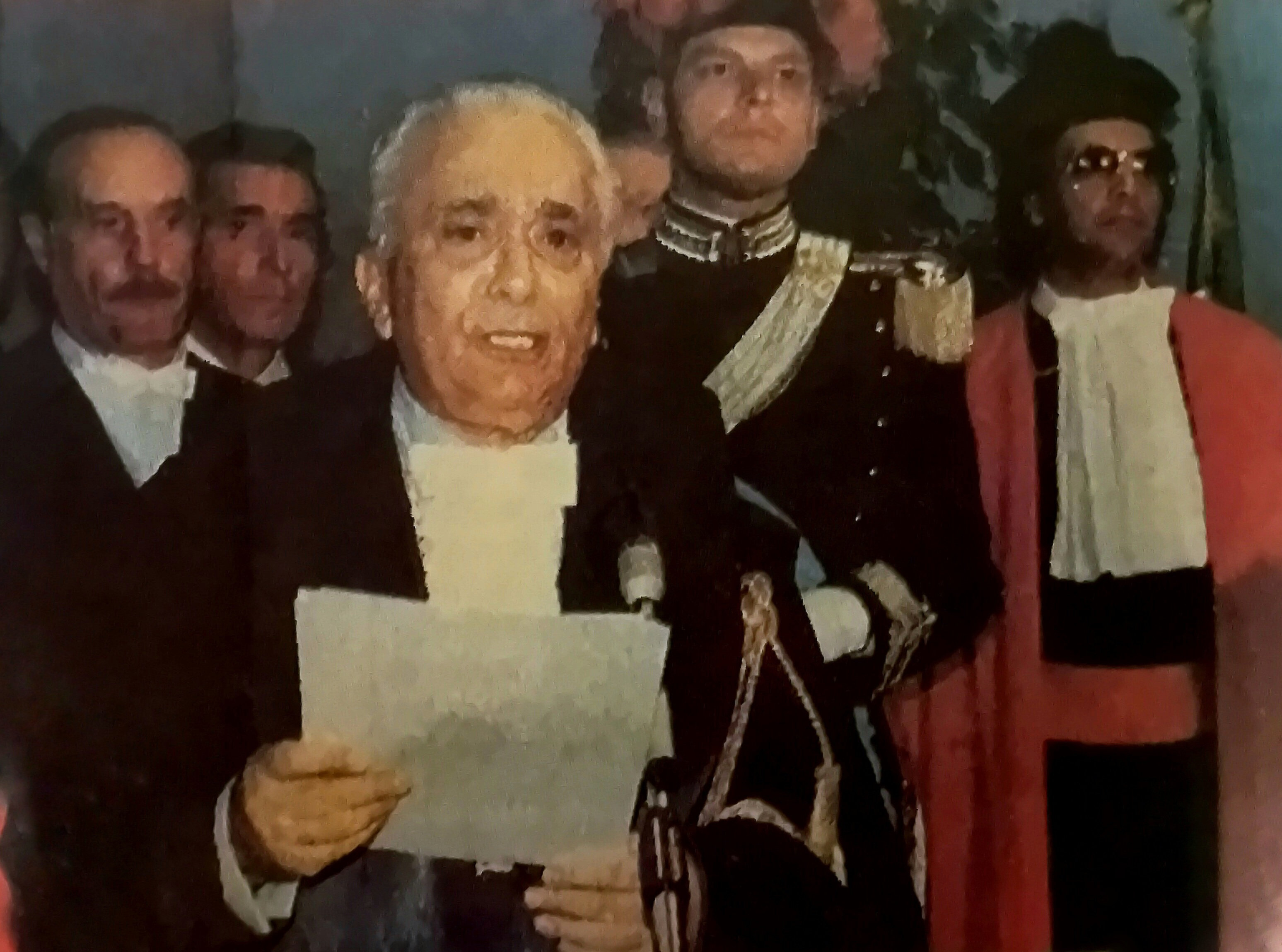
Mancuso innaugura l’anno giudiziario 1991

Da magistrato fu alla guida della corte d'appello di Bari e della procura generale presso la Corte di Appello di Roma. Durante il suo mandato di Procuratore Generale collaborò con Giovanni Falcone e Paolo Borsellino nella lotta alla mafia. 

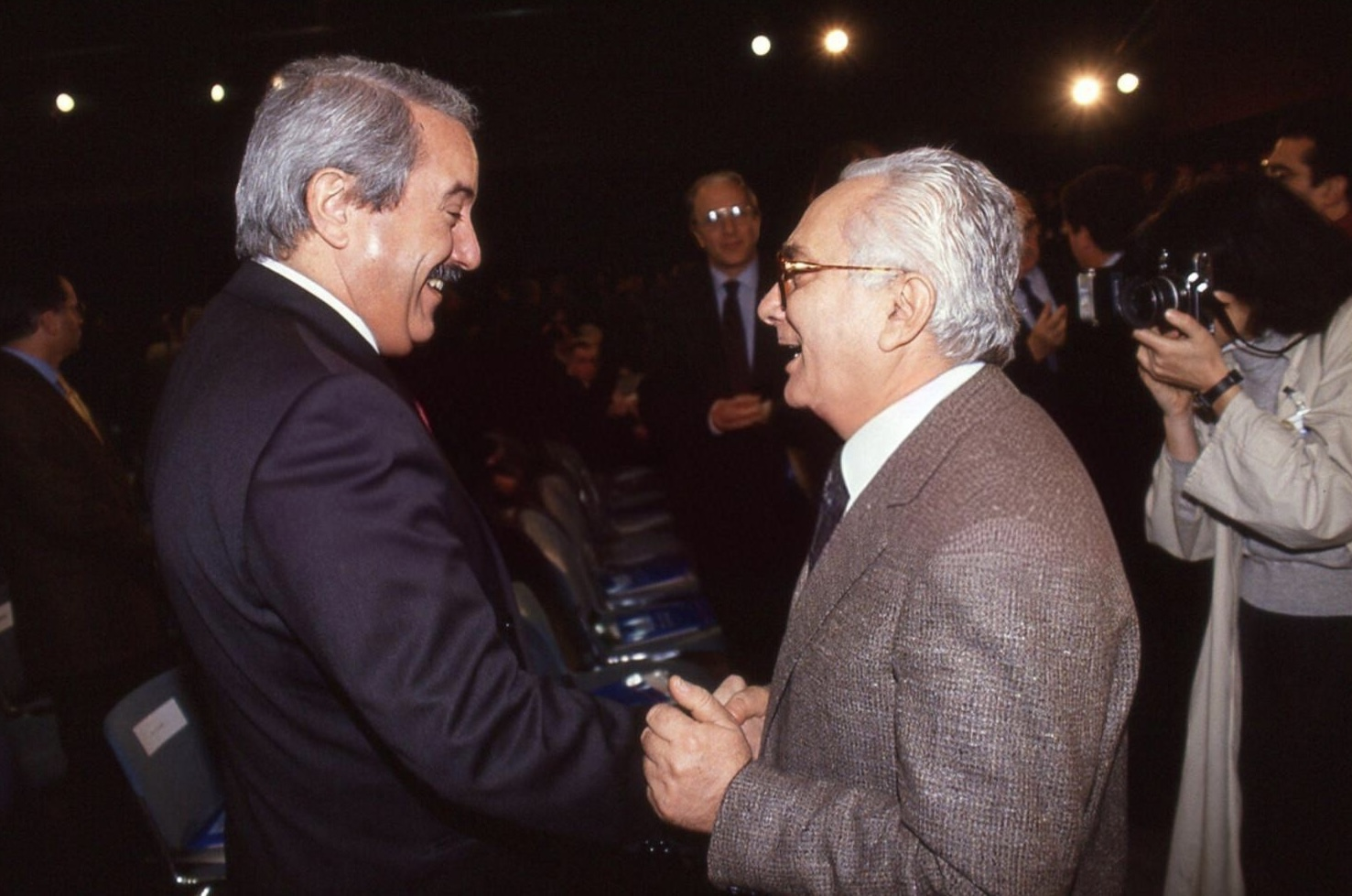
Filippo Mancuso con Giovanni Falcone

Come Procuratore Generale ebbe numerosi elogi e onori, tra cui alla fine del suo mandato la nomina a Cavaliere di Gran Croce dell'Ordine al Merito della Repubblica Italiana (onorificenza più importante della Repubblica Italiana) e un ritratto di Mancuso fu aggiunto alla Procura Generale.

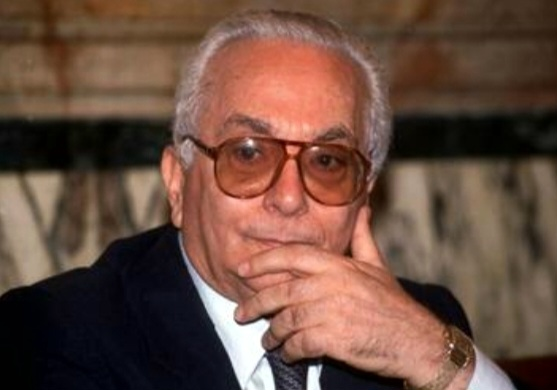

Nel 1993 fu chiamato dal ministro dell'Interno Nicola Mancino a presiedere una commissione d’inchiesta incaricata di verificare le accuse dell'ex direttore del SISDE Riccardo Malpica, in stato di arresto, circa il rinvenimento di un deposito di circa 14 miliardi di lire sul conto di alcuni agenti dei servizi segreti. Malpica aveva dichiarato che quei fondi facevano parte di un "tesoretto" a disposizione dei ministri dell’Interno, di cui anche l'allora Presidente della Repubblica, Oscar Luigi Scalfaro aveva beneficiato, quando rivestiva quella carica. La relazione della commissione d’inchiesta concluse che non erano emersi illeciti nell’uso dei fondi Sisde.

Mancuso fa il giuramento come Ministro di Grazia e Giustizia

Entrò in politica nel 1995, quando fu nominato Ministro di grazia e giustizia nel governo Dini. 
Nel maggio 1995 Mancuso avviò una serie di ispezioni giudiziarie sul pool di Mani Pulite.
Dalle indagini  emerse  che i magistrati sarebbero ricorsi alla custodia cautelare per fare pressioni psicologiche e fisiche al fine di ottenere le confessioni dei detenuti, non avrebbero trasformato in arresti domiciliari la detenzione in carcere quando dovuto e un magistrato avrebbe concorso al suicidio di un detenuto. Questa iniziativa e le contestazioni di Mancuso alle mancate indagini della procura di Palermo sulla mafia gli procurarono le feroci critiche della maggioranza che sosteneva il governo e il Pool (Progressisti, Partito Popolare, Lega Nord). Le polemiche proseguirono per alcuni mesi e investirono anche il presidente della Repubblica, che aveva preso le difese del pool di Milano. In questo lasso di tempo Mancuso ricevette a casa molte minacce di morte rivolte a lui e alla sua famiglia. Mancuso denunciò queste minacce durante un suo discorso dicendo: "Devo, però, pronunciare le parole che servono per rinnovare anche in quest'aula la mia protesta per le minacce ai più deboli dei miei familiari che quell'ecosistema produce con finalità sconsiderate".
Nell'ottobre 1995, per la prima volta nella storia della Repubblica, la maggioranza avanzò una mozione di sfiducia ad personam nei confronti del solo ministro della giustizia, evento senza precedenti. Mancuso si rifiutò di dimettersi sostenendo di essere nel giusto e di aver svolto delle indagini che gli erano concesse secondo il suo ruolo dalla Costituzione stessa. In vista del discorso di Mancuso fu indetto per la prima volta uno sciopero dei giornali dal Presidente del Consiglio (fatto estremamente insolito) che portò alla protesta di molti giornalisti in disaccordo con il governo e dalla parte di Mancuso, definendo questo sciopero un repressione dell'informazione.
Nel suo discorso di autodifesa, Mancuso fu interrotto più volte (anche con misteriose interruzioni acustiche del suo microfono), cosa che lo costrinse a saltare alcune pagine del testo che stava leggendo. Nelle parti mancanti accusava il presidente Scalfaro di molteplici comportamenti irregolari e accusandolo di avergli mandato, all'epoca della sua presidenza della commissione d'inchiesta sul caso Malpica, il segretario generale del Quirinale Gaetano Gifuni per chiedergli di negare nella relazione ministeriale che Scalfaro avesse mai utilizzato i fondi del Sisde. Secondo l'accusa di Mancuso, Scalfaro non si sarebbe limitato a difendere la legittimità dell'uso di quelle somme, ma avrebbe voluto che si negasse che li avesse mai toccati.
Il 19 ottobre 1995 la sfiducia nei confronti di Mancuso fu approvata con 173 voti favorevoli (Progressisti, Partito Popolare, Lega Nord e Rifondazione Comunista), 3 contrari e i restanti astenuti.
Al momento del voto molto senatori abbandonarono l'aula per contestare la decisione. Questo fu il primo e finora unico membro del governo nella storia dell'Italia repubblicana a rassegnare le dimissioni a seguito dell'approvazione di una mozione di sfiducia da parte dal parlamento. Nessun'altra mozione di sfiducia ha infatti mai ottenuto i voti necessari per essere approvata.
Il ministero fu assunto inizialmente ad interim dallo stesso presidente del consiglio Dini, e successivamente da Vincenzo Caianiello, fino al febbraio 1996. Infine la Corte costituzionale convalidò la legittimità della sfiducia, respingendo il ricorso avanzato da Mancuso per conflitto di attribuzioni tra poteri dello Stato.
Questo caso fu così fuori dall’ordinario che ben presto suscitò l’attenzione di studiosi e “addetti ai lavori”: vennero scritti articoli, tesi di laurea e la mozione di sfiducia individuale divenne un vero e proprio caso di studio da inserire nei libri di diritto costituzionale.

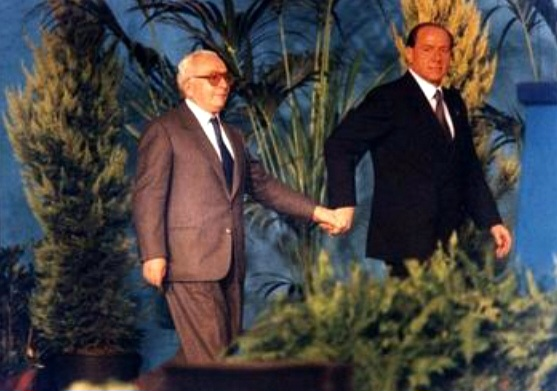
Mancuso con Silvio Berlusconi

Alle elezioni politiche del 1996 Mancuso fu eletto per la prima volta deputato per Forza Italia.
Al suo interno mantenne sempre una linea improntata ad indipendenza di giudizio. Come suo slogan usò la frase: "La libertà non cresce all'ombra dell'ulivo" dall'opera di Goethe Viaggio in Italia di duplice significato contro gli avversari di sinistra. Il 15 maggio del 1999 — quando il presidente Scalfaro lasciò il Quirinale — presentò un esposto giudiziario per valutare nuovamente l'operato di Scalfaro.

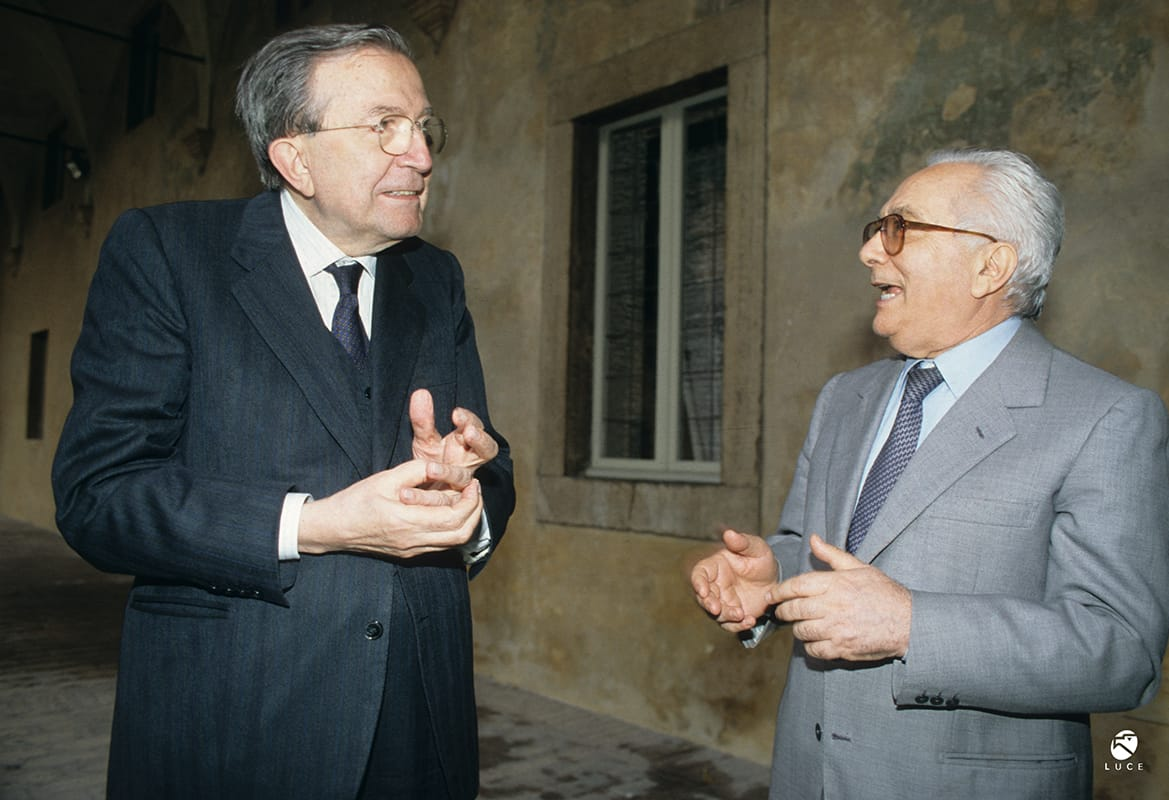
Mancuso con Andreotti

Al consiglio nazionale del 12 maggio 2000 Mancuso sostenne, in aperta critica alla gestione centralistica del partito, che «il culturismo dell'adulazione lascia sul campo chi lo pratica e chi lo riceve». Nella XIII legislatura entrò nella commissione parlamentare d'inchiesta sulla mafia e nella giunta per le autorizzazioni a procedere, mentre nel 1998 divenne membro della Commissione Affari costituzionali.
Alle elezioni politiche del 2001 fu rieletto alla Camera, sempre nelle file di Forza Italia, dove rimase membro delle stesse commissioni. Nel 2002 Mancuso tornò alla ribalta, quando fu candidato dalla Casa delle Libertà a giudice della corte costituzionale. La candidatura fu aspramente contestata dalla stessa opposizione che gli votò la sfiducia, e la situazione si trascinò a lungo in una condizione di stallo: normalmente tali scelte vengono concordate tra maggioranza e opposizione, ma il centrosinistra si rifiutò di trattare fino a quando rimaneva la candidatura di Mancuso. Inizialmente il presidente del consiglio Berlusconi cercò di persuadere l'ex ministro a ritirare la candidatura, assicurandogli che la maggioranza lo avrebbe in parte risarcito, anche per ringraziarlo del gesto, con la candidatura e la nomina del professor Mario Serio, nipote dello stesso Mancuso e componente del CSM.
Ma altri componenti di Forza Italia si opposero e la scelta definitiva ricadde su Romano Vaccarella, compagno di studi di Cesare Previti e avvocato di Berlusconi, che fu eletto il 24 aprile con 583 voti (con una maggioranza richiesta di 564). Mancuso ottenne 77 voti. In seguito a questa decisione Mancuso criticò duramente il presidente del Consiglio Silvio Berlusconi e il centrodestra, e decise di dimettersi dal gruppo di Forza Italia. Il 10 luglio 2002 Mancuso si iscrisse al Gruppo misto. Le polemiche con il centro-destra ripresero a settembre, quando andò in discussione alla Camera la legge Cirami sul legittimo sospetto. Il 13 settembre, in una riunione delle commissioni riunite Affari costituzionali e Giustizia, Mancuso dichiarò che Berlusconi non era "psicologicamente e moralmente libero" nei confronti del beneficiario della legge, in altre parole che la legge sarebbe stata determinata da un ricatto di Previti.
Il 20 settembre, dopo un intervento alla Camera, consegnò al presidente della Camera Casini un documento in cui venivano elencati otto episodi che avrebbero sostenuto la sua accusa. Il memorandum non ebbe seguito e la legge fu approvata definitivamente il 5 novembre. Da allora Mancuso è rimasto perlopiù ai margini della vita politica italiana, pur rimanendo parlamentare e componente di alcune commissioni. Il suo mandato parlamentare è cessato il 27 aprile 2006.
Filippo Mancuso è morto il 30 maggio 2011 a Roma, all'età di 88 anni, presso la clinica Mater Dei. La camera ardente è stata allestita presso la Procura Generale della Corte di Appello di Roma, evento senza precedenti. I funerali si sono tenuti presso la Chiesa di Santa Maria Stella Mattutina il 1º giugno 2011.

## Vita privata
Primogenito di una umile famiglia di Palermo, durante la sua adolescenza prestò il servizio militare obbligatorio e successivamente si laureò con il massimo dei voti in giurisprudenza all'Università degli Studi di Palermo. Durante questo periodo per diverso tempo fece il mestierante, facendo il correttore di bozze all'Ora. Successivamente insegnò ginnastica e pugilato alla palestra Pandolfini di Palermo. Nel 1949 
si sposò con Armanda Costa (sorella del noto psicologo siciliano Aldo Costa e del professor Sarino Armando Costa) da cui ebbe un figlio, Giovanni, e due nipoti, Filippo e Leonardo.
Mancuso dichiarò sempre di avere una grande passione per la musica lirica e un forte amore per una sua villa nella campagna di Velletri.

### Malattia
In un articolo pubblicato post mortem su Il Foglio venne riferito che Mancuso soffriva sin dall'adolescenza di una grave malattia cardiaca e che nonostante fosse stato trovato un cuore compatibile per un trapianto, Mancuso lo rifiutò nella speranza che andasse ad una persona più giovane e bisognosa.

## Onorificenze
Il 18 Novembre 1992 Filippo Mancuso fu insignito del titolo più alto degli ordini della Repubblica italiana dal Presidente della Repubblica Italiana Oscar Luigi Scalfaro, titolo al quale Mancuso rinunciò autonomamente il 2 febbraio 1996.

## Lessico
La facondia oratoria del personaggio, legata agli stilemi dell'ambiente forense da cui proviene e da una attenta padronanza di termini desueti, ha fatto parlare di un vero e proprio gergo: il "mancusese". .